# Hawthorn Leslie and Company
Hawthorn Leslie and Company foi um estaleiro e fabricante de locomotivas da Inglaterra. A empresa foi fundada em Tyneside em 1886 e deixou de construir locomotivas em 1937 e navios em 1982.

## História
A companhia foi formada pela fusão do estaleiro A. Leslie and Company com o fabricante de locomotivas R and W Hawthorn em Newcastle upon Tyne em 1886. Robert Stephenson and Hawthorns assumiu o departamento de produção de locomotivas da Hawthorn Leslie and Company em setembro de 1937. Em 1968 a empresa foi absorvida pelo estaleiro Swan Hunter e o conglomerado Vickers-Armstrongs, com a criação de uma nova empresa conhecida como  Swan Hunter & Wigham Richardson, que por sua vez foi nacionalizada e absorvida pela companhia estatal britânica British Shipbuilders Corporation em 1977. No ano de 1979 houve a fusão com o estaleiro também nacionalizado George Clark & NEM com o novo nome de Clark Hawthorn. O estaleiro parou de funcionar em 1982.